# Affirmed
Affirmed (21 febbraio 1975 - 12 gennaio 2001) è stato un cavallo di razza purosangue inglese, campione negli Stati Uniti d'America. È stato l'undicesimo e al 2021 terzultimo vincitore della Triple Crown. 
Affimed era noto anche per la sua famosa rivalità con Alydar, che ha incontrato dieci volte, di cui in tutte e tre le gare Triple Crown. Era il bis-bis-nipote di War Admiral anch'egli vincitore della Triple Crown.

## Pedigree
Pedigree di Affirmed:
| Padre Exclusive Native (1965) | Nonno Raise a Native (1961) | - Native Dancer (1950) - Raise You (1946)     |
| Padre Exclusive Native (1965) | Nonna Exclusive (1953)      | - Shut Out (1939) - Good Example (1944)       |
| Madre Won't Tell You (1962)   | Nonno Crafty Admiral (1948) | - Fighting Fox (1935) - Admiral's Lady (1942) |
| Madre Won't Tell You (1962)   | Nonna Scarlet Ribbon (1957) | - Volcanic (1945) - Native Valor (1948)       |